# Hamvadó cigarettavég (dal)
A Hamvadó cigarettavég az 1942-es év nagy slágere Magyarországon, a 29 éves újságíró, Hegedűs Tamás szerzeménye. A dal Karády Katalin előadásában vált klasszikussá.

## A dalról
Szövegét és zenéjét is Hegedűs Tamás írta. A művet a Rádiózenekar 1941. november 29-én Polgár Tibor vezényletével adta elő Karády Katalin előadásában. Színpadon első alkalommal a Városi Színházban Halász Rudolf 1942. január 4-én délután bemutatott „Dalol a világ!“ című szerzői díszelőadásában szerepelt. Szövege A Rádió dalai című 1942 januári rovatban, maga a dal pedig 1942 februárjában az „Egyszer csak mindennek vége lesz majd...” című másik sikerszerzeményével együtt egy lemezen, a Pátria kiadónál jelent meg. 1944-ben a fiatal szerző erről, az egyik legismertebb sanzonjáról nevezte el szerzői estjét, önálló rádióhangversenyét.

„Már régen szerettem volna operettmuzsikát írni, de nem ismertek és névtelen nagyságnak bizony nem ad senki jó operettlibrettót. Az idén több szerencsém volt, mint eddig. Karády Katalin ugyanis teljesen ismeretlenül figyelmes lett az egyik dalomra: ez a bizonyos „Hamvadó cigarettavég”. Ezen a slágeren keresztül azután megismertek és ennek köszönhetem, hogy Vécsey Leó librettóját reám bízták.”

–  nyilatkozta Hegedűs Tamás a Fővárosi Operettszínház „Kata-Kitty-Katinka” című zenés filmjátékával kapcsolatban .

Többen is előadták a slowfox táncdalt. Elsők között Orosz Vilma még 1942 január 23-án egy revüben a Kamara Varietében, majd – a sláger szerzőjének személyes vezényletével – Rácz Vali február 13-án a Magyar Művelődés Házában. 1988-ban Törőcsik Mari, 1992-ben szintén ő Eszenyi Enikővel. Majd a Megasztár 5-ben Tolvai Renáta és Kökény Attila és a Sztárban sztár második évadában pedig Pál Dénes.
A szövegét sokan a Karády háziszerzőjeként is emlegetett G. Dénes György nevéhez kötik, de valójában nem ő szerezte. Ám a legenda mind a mai napig hozzá társítja a dalt. Az 1940-es évek elején mulatságos sztorik járták be a várost róla, aki a becenevét (Zsüti) Karády Katalintól kapta, nem is igyekezett megcáfolni e legendákat, hiszen ezek is az ő kivételes „bohémjellemét” erősítették. Hegedűs Tamás más dalokat is szerzett Karádynak.  
1948. február 22-én a Holéczy-együttes (Ákos Stefi és Szamosi Anna közreműködésével) e címmel adott műsort.
Bacsó Péter játékfilmet forgatott Hamvadó cigarettavég címmel, mely Karády Katalin életét mutatja be. A 2001-ben bemutatott filmben az énekesnőt Nagy-Kálózy Eszter alakította, a másik főszereplője „Süti” (valójában Zsüti, polgári nevén G. Dénes György), akit Rudolf Péter alakított. 2003-ban könyv formában is megjelent, ami a Kossuth Kiadónál látott napvilágot. A kötet a film szövegét, a mellékleteként adott CD pedig a legnépszerűbb dalokat - Mindig az a legszebb perc, Ezt a nagy szerelmet, Hiába menekülsz, hiába futsz, Hamvadó cigarettavég stb - tartalmazza.